# Staatsgreep van Kaiserswerth

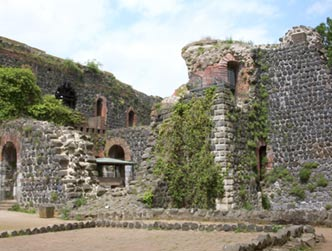
Ruïnes van de keizerpalts in Kaiserswerth.

De staatsgreep van Kaiserswerth was in 1062 een tot dan toe precedentloze actie van een groep rijksgrootten onder leiding van aartsbisschop Anno II van Keulen tegen keizerin Agnes, die het regentschap namens haar minderjarige zoon, koning Hendrik IV voerde, en tegen de door haar aangestelde subregent, bisschop Hendrik van Augsburg. Door de ontvoering van de jonge koning en de succesvolle eis om de keizerlijke regalia over te dragen, kreeg de groep de controle over de macht in het Heilige Roomse Rijk